# انید ۱۳۴۳۶
سیارک ۱۳۴۳۶ (به انگلیسی: 13436 Enid، نامگذاری:1999WF) سیزده هزار و چهارصد و سی و ششمین سیارک کشف شده‌است که در ۱۷ نوامبر ۱۹۹۹ کشف شد.
قدر مطلق سیارک برابر ۱۲٫۴۰ است.